# Шувалов, Павел Сергеевич
Павел Сергеевич Шувалов (16 мая 1968, Новогродинск, Нижнеудинский район, Иркутская область, РСФСР, СССР — 29 мая 2023, Луганская область, Украина) — российский насильник и серийный убийца, совершивший, по версии следствия, в период с 1991 года по 3 января 2019 года в городе Тулун не менее 27 изнасилований девушек и женщин. Самой младшей жертве было 13 лет. Пятеро жертв были несовершеннолетними. В двух эпизодах после совершения изнасилований он убил своих жертв. Шувалов известен под прозвищем «Тулунский маньяк». Разоблачение Павла Шувалова вызвало общественный резонанс в России, так как расследование его преступлений велось на протяжении почти трёх десятилетий. Помимо оперативно-следственной группы и сотрудников Тулунской милиции, к поиску преступника были подключены и другие подразделения УВД, вплоть до управления по борьбе с организованной преступностью, но Шувалову удавалось уходить от уголовной ответственности, и его личность установить так и не удалось, несмотря на все прилагаемые усилия по его разоблачению. После ареста Шувалов свою вину частично признал. В 2021 году он был признан виновным во всех инкриминируемых ему действиях и получил в качестве уголовного наказания 24 года лишения свободы.

## Биография

### Детство и юность
Павел Шувалов родился 16 мая 1968 года в Новогродинске (Иркутская область). В начале 1970-х его семья переехала в Тулун, где его отец нашёл жильё и работу. Детство и юность Павел провёл в социально неблагополучной обстановке. Его отец Сергей Шувалов страдал алкогольной зависимостью и подвергал агрессии членов своей семьи. В школьные годы Павел Шувалов не проявлял интереса к учебному процессу. Будучи в старших классах, Павел начал много времени проводить на улице в обществе представителей маргинального слоя общества, ведущих криминальный образ жизни, вследствие чего быстро попал под их влияние. В 1983 году, будучи учеником 8 класса, Шувалов был арестован по обвинению в совершении кражи. Он был осуждён, но как несовершеннолетний был отправлен в одну из воспитательных колоний, где отбывал уголовное наказание до 1986 года. В этот период он получил специальность токаря. После освобождения Шувалов вернулся в Тулун, где вскоре нашёл работу на железной дороге. В начале 1987 года он уволился, после чего на протяжении нескольких последующих месяцев числился безработным. В декабре 1987 года Павел был призван в Советскую армию. Службу Шувалов проходил в строительном батальоне на территории одной из военных частей, находящихся в закрытом городе Томск-7. Во время несения военной службы Шувалов вместе с сослуживцами совершил кражу, вследствие чего в августе 1988 года был осуждён и получил в качестве уголовного наказания два года лишения свободы. В 1991 году Павел вышел на свободу и вернулся в Тулун. После возвращения Шувалов не работал и много свободного времени проводил на улице. Он заработал репутацию бунтаря и много раз принимал участие в разрешении конфликтных ситуаций посредством драк. В этот период на одной из дискотек Павел был побит дубинками в драке, вследствие чего в дальнейшем страдал головными болями.

### Семейная жизнь
В 1991 году он познакомился с девушкой — студенткой тулунского педагогического училища, которая через несколько месяцев стала его женой. В марте 1992 года у них родился сын. Спустя три года, в 1995 году супруга родила Шувалову второго сына.
После свадьбы Павел быстро остепенился, внешне превратившись в положительного человека. В 1993 году Шувалов устроился на «Азейский угольный разрез» бульдозеристом. На рабочем месте коллегами по работе Шувалов характеризовался неоднозначно. Он не был популярен в коллективе и близких друзей не имел. Его непосредственные начальники заявили о том, что Павел зарекомендовал себя исполнительным работником, но в то же время отмечали, что Павел испытывал проблемы с ответственностью и дисциплиной, вследствие чего периодически устраивал скандалы, требуя повышения заработной платы, а также часто и длительно находился на больничном, несмотря на то, что зарплата на угольном разрезе была высокая. Жена Шувалова работала заведующей учебной частью в одной из местных школ. Благодаря этому стечению обстоятельств, семья Павла не испытывала материальных трудностей. При реформировании «Азейского угольного разреза» Павел в 2004 году попал под сокращение, после чего устроился машинистом бульдозера на разрез «Тулунуголь» ООО «Востсибуголь», откуда он был вынужден уволиться в 2014 году в связи с отказом от перевода на другую работу, необходимую в соответствии с медицинским заключением. Незадолго до этого у Шувалова были выявлены профессиональные заболевания — вибрационная болезнь и тугоухость.
Супруга насильника отзывалась о нём крайне положительно, отмечая, что в их семейной жизни отсутствовали ссоры и конфликты. Она охарактеризовала мужа как уравновешенного, доброго, отзывчивого, трудолюбивого человека, который большую часть свободного времени посвящал семье и воспитанию детей. Знакомые Шувалова утверждали, что семья ежегодно во время отпуска уезжала отдыхать на территорию различных зарубежных стран, но сам Шувалов это отрицал. В конце 1990-х Шувалов начал увлекаться алкогольными напитками. Его единственный приятель утверждал, что они совместно с Павлом выпивали два-три раза в неделю по литру водки на двоих, однако соседи Павла это отрицали, заявив после его ареста о том, что Шувалов ежедневно употреблял алкоголь. Несмотря на это, он не демонстрировал девиантное поведение и не был замечен в проявлении агрессии по отношению к кому бы то ни было. Его сыновья выросли в социально благополучной обстановке. Впоследствии оба сына Шувалова получили высшее образование и нашли работу на высокооплачиваемых должностях в других городах. Сам Шувалов вследствие малоподвижного образа жизни в конце 2000-х быстро растолстел. При росте в 175 сантиметров он стал весить около 150 килограммов.

### Изнасилования и убийства
Первое изнасилование Павел Шувалов совершил в 1991 году, через несколько недель после освобождения из мест лишения свободы. Первое время нападения были редкими, потом их периодичность стала учащаться. Во время совершения преступлений Шувалов демонстрировал выраженный ему образ действия. Он нападал на своих жертв сзади, сгибом левой руки зажимал ей горло, а правой рукой приставлял нож, после чего вёл её в заброшенное здание или в кусты. Преступления совершались либо рано утром, либо поздно вечером. В здании недостроенного детского сада на территории Тулуна Павел Шувалов изнасиловал по меньшей мере 5 женщин, а в здании недостроенного роддома — по крайней мере 3 девушек. Описания нападавшего у потерпевших немного разнились, но все отмечали исходивший от него сильный запах солярки. В совершении нападений Шувалов не проявлял никакой изобретательности. Он действовал на территории района автовокзала. В радиусе полутора километров от него он находил своих жертв, после чего совершал нападения. Пострадавшие от его действий девушки отмечали один и тот же ряд его примет. Девушки описывали насильника как крупного мужчину с растительностью на лице, имевшего проблемы с лишним весом, от одежды которого исходил резкий запах солярки, однако Шувалов не был идентифицирован в качестве преступника, и долгие годы уголовные дела об изнасилованиях не объединялись, вследствие чего считалось, что преступления совершают разные мужчины.
Первое убийство он совершил в 2000 году. После изнасилования жертва стала кричать и звать на помощь, после чего Шувалов сбил её с ног, лёг на неё сверху и задушил. Судебно-медицинская экспертиза впоследствии установила, что девушка обладала большой физической силой и во время удушения оказала убийце ожесточённое сопротивление, вследствие чего Шувалову пришлось душить её двумя руками не менее двух-трёх минут. На горле убитой остались характерные обширные синяки от его пальцев.
В октябре 2008 года Павел Шувалов совершил второе убийство. Он напал на девушку недалеко от стадиона на территории посёлка Стекольный, после чего завёл её в подтрибунные помещения, где принудил лечь на землю и изнасиловал. После окончания полового акта жертва изнасилования поднялась, стала кричать и звать на помощь, нанося удары руками по лицу Шувалова, после чего он несколько раз ударил её кулаком по голове и нанёс ей 5 ударов ножом: три — спереди в грудь и в живот, один — под лопатку и один — в шею. Убедившись, что она не подаёт признаков жизни, Шувалов ушёл, оставив девушку умирать.

### Расследование
В 2014 году новый руководитель «Следственного управления Следственного комитета России по Иркутской области» Андрей Бунев просмотрел 2 225 нераскрытых уголовных дел за прошедшие три десятилетия, после чего предположил, что в городе действовал серийный насильник. Вскоре материалы уголовных дел были отправлены в отдел по расследованию особо важных дел и расследование возглавил подполковник юстиции Евгений Карчевский, следователь по особо важным делам СУ СКР по Иркутской области. Проанализировав материалы уголовных дел, Карчевский и его подчиненные отобрали 33 уголовных дела, имеющих схожие признаки. В дальнейшем на основании результатов различных криминалистических экспертиз был сформирован круг подозреваемых, в число которых попали работники промышленных предприятий Тулуна, кто имел дело с горюче-смазочными материалами, в том числе с соляркой. Следствием было допрошено более 5 000 свидетелей и обработано свыше 15 000 образцов генетического материала. Следствием были проверены несколько десятков дальнобойщиков, водителей бензовозов и машинистов тепловозов, однако Павел Шувалов в числе подозреваемых не оказался, так как формально работал на угольном разрезе под Тулуном, а юридически был оформлен в другом месте. В конечном итоге все уголовные дела были объединены в одно 11 января 2018 года. Была сформирована следственно-оперативная группа, в которую вошли сотрудники МВД и СКР, которые принимали участие в разоблачении Ангарского маньяка Михаила Попкова — самого массового серийного убийцы в истории России, после чего на «Тулунского маньяка» была составлена ориентировка.
Ориентировка на Тулунского маньяка 2018 года:
«На территории города Тулун в период с 1999 по 2012 года была совершенна серия изнасилований и ограблений женщин. Преступник — мужчина 1960-1975 г.р., ростом 160-175 см, темные или русые волосы, круглое лицо, плотного телосложения, курит, злоупотребляет спиртным (состояние а/о, запах перегара). Большие руки, на лице может быть щетина или усы, особые приметы — шрам на переносице около 1,5-2 см, идущий к левой брови; брови густые дугой; голос с хрипотой. Речь без особенностей, жаргонных слов, специальных терминов не употребляет. Одежда простая, поношенная, грязная, может быть не по размеру, зачастую пахнет соляркой или бензином (но не бомж)»
Павел Шувалов попал в число подозреваемых 3 января 2019 года. В тот день он, передвигаясь на своём автомобиле «Mazda MPV», поехал в город и возле рынка заметил девушку. Припарковав автомобиль возле гостиницы, Шувалов вышел из него и пошёл за девушкой. На пешеходном мосту через речку Ия он её догнал, захватил локтем, приставил нож и отвёл в сторону торговых ларьков на площади, где в близлежащих кустах изнасиловал. После окончания изнасилования Шувалов поднялся с девушки, которая вскочила и бросилась бежать. Шувалов погнался за ней, но жертва протиснулась в небольшой зазор между двумя ларьками, а Шувалов не смог этого сделать из-за лишнего веса. Потеряв из вида девушку, он вернулся к машине и уехал. Жертва изнасилования сразу же пошла в полицию. После дачи показаний полиция получила описание внешности преступника и отправила потерпевшую на криминалистическую экспертизу, в результате которой были получены свежие биологические материалы преступника. Так как преступление произошло недалеко от гостиницы, следователи проверили записи камер видеонаблюдения, установленных на гостинице и близлежащих зданиях. Шувалов попал на запись камер гостиницы, которые также зафиксировали автомобильный номер его машины. В ходе осмотра видеозаписей жертва изнасилования уверенно идентифицировала Павла Шувалова как преступника.

### Арест, следствие и суд
Шувалов был вызван в полицию 5 января. Поводом послужила драка группы молодёжи, которая произошла в новогоднюю ночь на 1 января 2019 года. Сотрудники полиции задержали всех участников драки и начали поиск свидетелей. В отделении полиции Шувалов согласился рассказать оперативникам о драке, но поведал мало информации, так как участия в ней не принимал и видел её издалека. После окончания беседы он расписался в протоколе, и ему было разрешено вернуться домой. Шариковая ручка, которой расписывался Шувалов, была обработана специальным составом. Ручка была отправлена на криминалистическую экспертизу, в ходе которого из эпителия кожного покрова Шувалова была выделена ДНК. В ходе ДНК-экспертизы было установлено, что генотипический профиль ДНК Павла Шувалова полностью соответствует генотипическому профилю «Тулунского маньяка», на основании чего 11 января 2019 года Шувалов был арестован.
Во время допросов Шувалов выразил желание сотрудничать со следствием и начал давать показания. Он признал, что совершил первые изнасилования в 1991 году, и поведал детали совершения преступлений. Вину в совершении убийств он признал частично, заявив, что убивать не хотел, а всё произошло случайным образом. Шувалов настаивал на том, что в первом случае после совершения изнасилования жертва начала кричать и звать на помощь, после чего нанесла ему ряд ударов руками по его лицу и телу. В целях самообороны он, согласно его версии развития событий, достал из нагрудного кармана складной нож и, махая им перед собой, начал отступать назад к дверному проёму. Преступник предположил, что, отступая к проёму, в кромешной темноте, вероятно, задел девушку взмахом ножа, но настаивал на том, что если и задел её, то это произошло совершенно случайно. Во втором случае Шувалов признал, что слегка придушил жертву после акта сексуального насилия, так как она подняла шум и своими действиями могла привлечь внимание прохожих. Он также настаивал, что после удушения девушка потеряла сознание, но осталась жива, так как подавала признаки жизни. Тем не менее показания Шувалова противоречили фактам и выводам экспертиз: оба убийства были совершены им намеренно с особой жестокостью. Очень часто сразу после изнасилования Шувалов засыпал прямо на жертве — это являлось ещё одной характерной чертой совершения его преступлений.
Во время проведения следственных действий, потерпевшие вспоминали, что он своим огромным весом просто обволакивал их и начинал храпеть. Столкнуть 150-килограммового Шувалова с себя хрупким девушкам было невозможно. На одном из допросов Павел поведал следователям о том, что нападал практически на первых попавшихся ему девушек и женщин. Вес, рост, возраст, вид телосложения и ряд других деталей внешности не являлись для него критерием. Среди его жертв были девушки и женщины, находившиеся в возрасте от 13 до 40 лет, совершенно непохожие друг на друга. Результаты судебно-медицинской экспертизы постановили, что Шувалов является абсолютно вменяемым и во время совершения преступлений полностью отдавал себе отчёт в своих действиях, тем не менее на основании результатов экспертизы было установлено, что он страдает расстройством психики и полового влечения — «раптофилией», когда получение сексуального удовлетворения возможно только при совершении насильственного акта.
В конце июня 2019 года в Иркутской области произошло наводнение, вследствие чего в суде и полиции города Тулун было утрачено много архивных дел и заявлений об изнасилованиях 1990-х годов, после чего установить обстоятельства деятельности Шувалова стало очень сложно. Ряд некоторых потерпевших к тому времени уже уехали из города, по многим уголовным делам истекли сроки давности, из-за наводнения часть материалов и вещественных доказательств была утрачена, а часть оказалась безвозвратно испорчена. Вследствие этого многие материалы уголовных дел оперативно-следственной группе пришлось восстанавливать по частям. После ареста ряд жертв Павла Шувалова и жители города обвинили полицию в небрежном расследовании. Глава СУ СКР по Иркутской области Андрей Бунев признал, что частично из-за небрежности имеющие много общего преступления в Тулуне долго не объединяли в одно расследование, но пояснил это последствиями социально-экономической обстановки в России в начале — середине 1990-х годов. По словам генерал-майора, в тот период интерес к результатам служебно-оперативной деятельности снижался, а спустя десять лет, в начале 2000-х годов следователи физически не успевали отрабатывать все уголовные дела. Андрей Бунев утверждал, что, к примеру, на тот момент в Иркутской области каждый год регистрировалось около 1200—1500 убийств.
Следствие было завершено 17 июня 2020 года. Об этом СМИ сообщила пресс-служба регионального управления Следственного комитета России (СКР). Уголовное дело Павла Шувалова составило 116 томов. Сам Шувалов сознался в 11 эпизодах изнасилования. Кроме этого, следователями были найдены улики ещё по 13 эпизодам. В конечном итоге Шувалову было предъявлено обвинение в совершении всего лишь двух изнасилований и двух убийств в период с 2000 по 2019 год в городе Тулун.
Судебный процесс открылся 24 марта 2021 года и прошёл в закрытом режиме. 18 октября 2021 года Иркутский областной суд признал Павла Шувалова виновным по всем предъявленным обвинениям, после чего назначил ему уголовное наказание в виде 24 лет лишения свободы с отбыванием наказания в колонии строгого режима.

### Участие в боевых действиях и гибель
В апреле 2023 года Павел Шувалов заключил контракт с ЧВК и был отправлен для участия в российском вторжении на Украину, куда прибыл 6 мая. 29 мая того же года, согласно свидетельствам троих его однополчан, Шувалов погиб под Луганском, при этом его тело не удалось эвакуировать. Несмотря на это, гибель Шувалова была официально подтверждена правоохранительными органами в конце декабря 2023 года.

## В массовой культуре
- Документальный фильм «Тулунский маньяк. Пленницы кожаного мешка» из цикла «Маньяки» (2020)[23]
- Выпуск подкаста «Дела» «№10. После ангарского маньяка» (2023)[24]